# Monique Messine

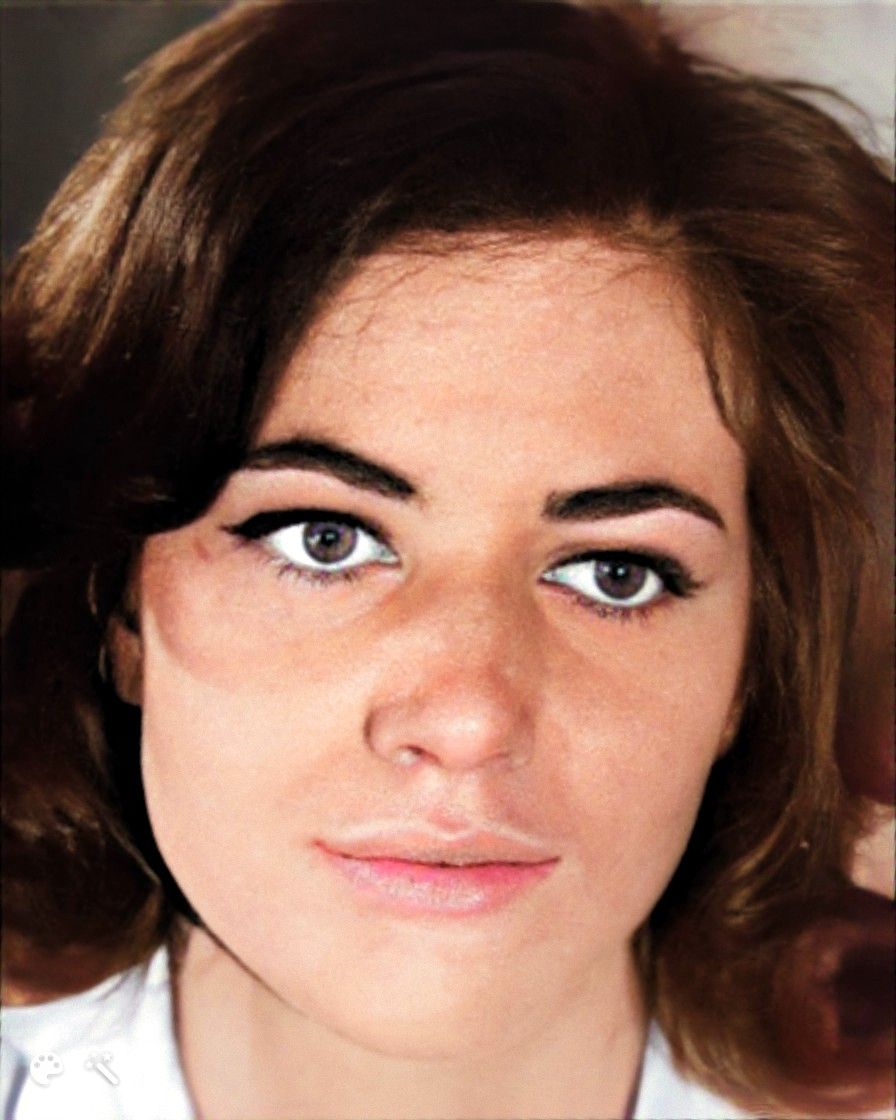
Monique Messine

Monique Messine; gebürtig  Monique Marguerite Alberte Vanwelsenaere (* 2. April 1940 in Metz; † 11. Juli 2003 in Guyancourt) war eine französische Schauspielerin.

## Leben
Ihr Filmdebüt hatte sie 1961 in Max Kalifas Film L'engrenage in der Rolle der Marianne. Im gleichen Jahr folgte unter der Regie von Alex Joffé der Film Freuden der Großstadt, in der sie eine Floristin spielt. Im Jahr 1962 übernahm sie die Rolle der Elisabeth in dem Film Die Geschichte der Nana S. unter der Regie von Jean-Luc Godard. In dem französisch-italienischen Filmdrama Laster und Tugend von Roger Vadim spielte sie neben Annie Girardot und Catherine Deneuve die Rolle der Anne. Mit Wer arbeitet, ist verloren (1963) folgte ein weiterer Spielfilm, in dem sie allerdings nicht im Abspann erwähnt wurde. Schließlich synchronisierte sie den Nicolas in 140 Folgen der Kinderserie Bonne nuit les petits von 1963 bis 1966. Erst fünf Jahre später konnte man sie noch in einer Episode der Fernsehserie Paul Temple sehen. Anschließend folgten noch zwei Fernsehfilme, La vie rêvée de Vincent Scotto (1973) und Si le loup y était (1993), bis sie ihre letzte Rolle im Jahr 1997 in der 15. Episode der fünften Staffel in Highlander spielte.
Monique Messine war drei Mal verheiratet.  Aus jeder Ehe hatte sie einen Sohn.  Am 25. Dezember 1979 wurde ihr jüngster Sohn Jean-Sébastien Bressy geboren.
Sie starb mit 63 Jahren am 11. Juli 2003 in Guyancourt.

## Filmografie
- 1961: L'engrenage
- 1961: Freuden der Großstadt (Le tracassin ou Les plaisirs de la ville)
- 1962: Die Geschichte der Nana S. (Vivre sa vie: Film en douze tableaux)
- 1963: Laster und Tugend (Le vice et la vertu)
- 1963: Wer arbeitet, ist verloren (Chi lavora è perduto (In capo al mondo))
- 1963–1966: Bonne nuit les petits (Fernsehserie, 140 Folgen)
- 1971: Paul Temple (Fernsehserie, 1 Folge)
- 1973: La vie rêvée de Vincent Scotto (Fernsehfilm)
- 1992: Les contes de la nuit (Fernsehfilm)
- 1993: Si le loup y était (Fernsehfilm)
- 1997: Highlander (Fernsehserie, 1 Folge)